# Fieschertal
Fieschertal is een gemeente en plaats in het Zwitserse kanton Wallis, en maakt deel uit van het district Goms.
Fieschertal telt 320 inwoners.

## Geografie
Fieschertal ligt onderaan de Fieschergletsjer in het dal van het riviertje Wysswasser dat even later bij Fiesch uitmondt in de Rhône. De noordgrens van de gemeente is bij de Jungfraujoch. Fieschertal is met 17.295 ha een van de grootste gemeenten in Zwitserland.